# Auto-Dynamic Company
Auto-Dynamic Company war ein US-amerikanischer Hersteller von Automobilen.

## Unternehmensgeschichte
Frank Tilford gründete 1900 das Unternehmen. Er war Präsident der Gesellschaft, Thomas W. Stevens Schatzmeister und Arthur L. Stevens Generaldirektor. Der Sitz war an 140 West 39th Street in New York City. Sie begannen mit der Produktion von Automobilen. Der Markenname lautete Auto-Dynamic. 1902 endete die Produktion.

## Fahrzeuge
Im Angebot standen Elektroautos. Es ist nicht bekannt, ob das Unternehmen die Elektromotoren selber herstellte, aber es fertigte eigene Batterien und hatte Patente auf einige elektrische Geräte. Als Karosserieformen sind ein viersitziger Trap, Hansom, Brougham und ein leichtes Nutzfahrzeug genannt. Eine Abbildung zeigt einen offenen  Zweisitzer.